# Skjervøy
Skjervøy är den enda tätorten i Skjervøy kommun i Troms fylke i norra Norge. Orten ligger vid änden av fylkesväg 866 på den östra sidan av ön Skjervøya. Den utgör kommunens centralort.
I tätorten bodde 2 460 invånare den 1 januari 2017. Förutom de kommunala administrationsfunktionerna och näringar som fiske och fiskeförädling, så är orten Skjervøy också ett skolcentrum. Bland annat har gymnasiet i Nord-Troms en avdelning här. Kulturhuset i Skjervøy är relativt nybyggt och hyser biograf, bibliotek med mera.
Båtlinjen Hurtigruten anlöper hamnen i Skjervøy.

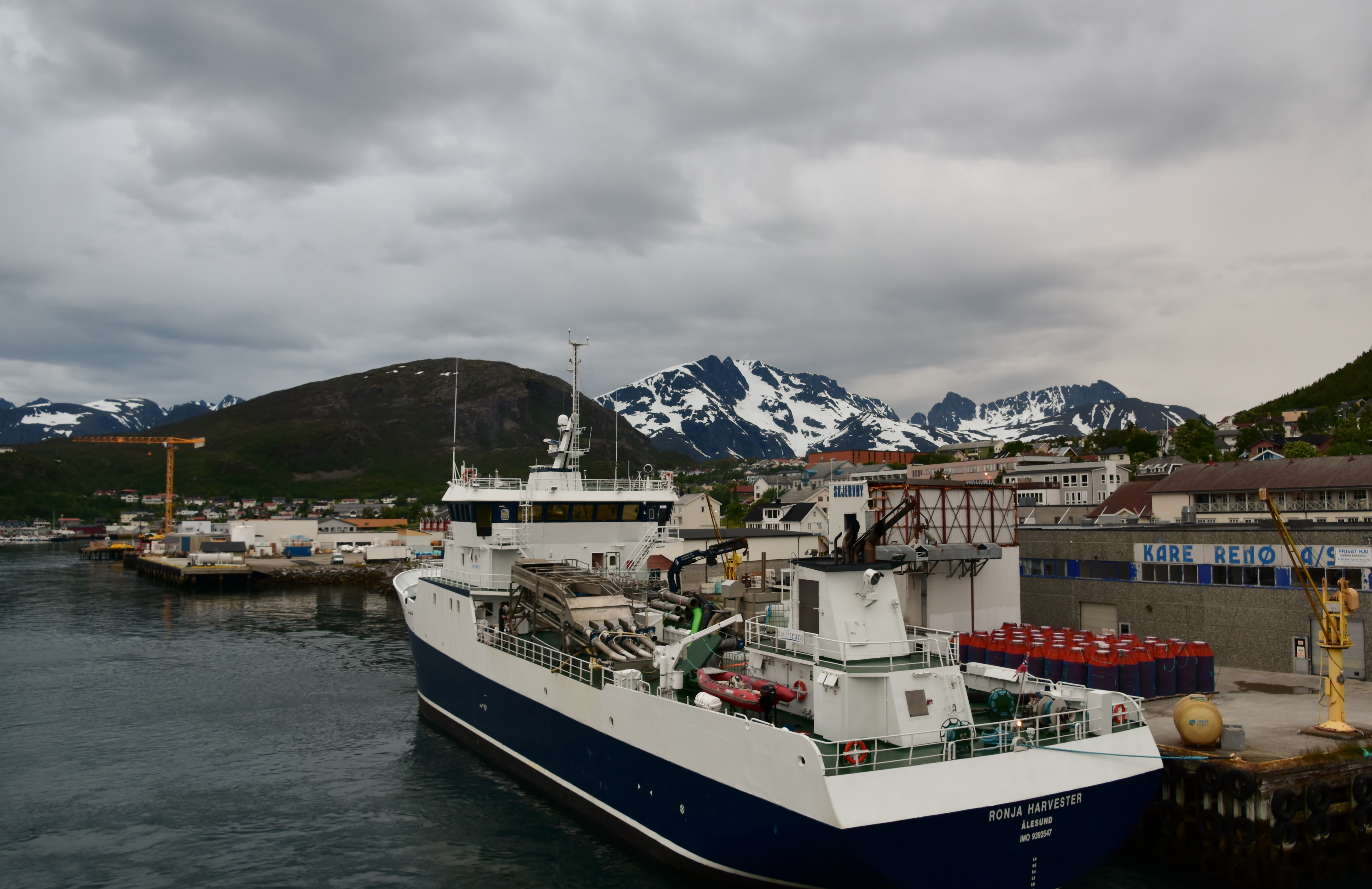
Hamnen i Skjervøy.